# 페트라 더쉬터르

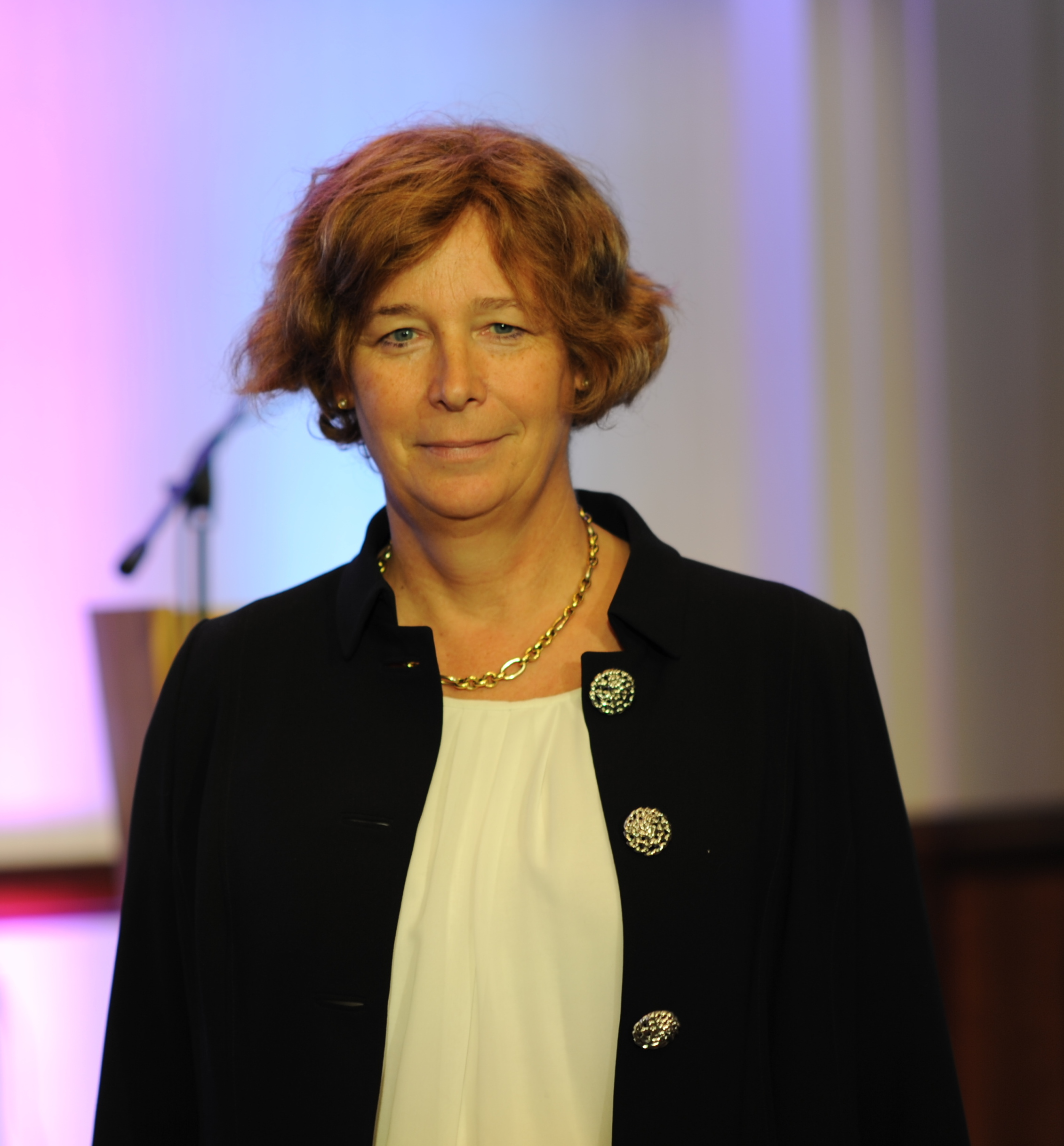

페트라 더쉬터르(Petra De Sutter, 1963년 6월 10일 ~ )는 벨기에 플란데런의 여성의학과 의사이자 녹색당의 정치인으로 트랜스여성이다. 세계 최초로 부서를 맡은 성전환자 장관이자 세계최초의 성전환자 부총리가 되었다. 겐트 대학교 여성의학과 교수이다.

## 같이 보기
- 오드리 탕